# Stenared
Stenared är en tätort i Göteborgs kommun. Stenared ligger i Bergums socken utmed Lärjeåns dalgång strax öster om Olofstorp. Genom orten löper Stenaredsvägen och Gräsåsvägen som tidigare hette Västra vägen och Östra vägen. Stenared hade under Västgötabanans epok ett obemannat stationshus. Huset är idag bostad.

## Befolkningsutveckling
| Befolkningsutvecklingen i Stenared 1995–2020                     | Befolkningsutvecklingen i Stenared 1995–2020 | Befolkningsutvecklingen i Stenared 1995–2020 | Befolkningsutvecklingen i Stenared 1995–2020 | Befolkningsutvecklingen i Stenared 1995–2020 |
| ---------------------------------------------------------------- | -------------------------------------------- | -------------------------------------------- | -------------------------------------------- | -------------------------------------------- |
|                                                                  |                                              |                                              |                                              |                                              |
| År                                                               |                                              |                                              | Folkmängd                                    | Areal (ha)                                   |
| 1995                                                             | 1995                                         |                                              | 175                                          | 18#                                          |
| 2000                                                             | 2000                                         |                                              | 164                                          | 18#                                          |
| 2005                                                             | 2005                                         |                                              | 188                                          | 22#                                          |
| 2010                                                             | 2010                                         |                                              | 237                                          | 27                                           |
| 2015                                                             | 2015                                         |                                              | 407                                          | 99                                           |
| 2018                                                             | 2018                                         |                                              | 415                                          | 99                                           |
| 2020                                                             | 2020                                         |                                              | 447                                          | 99                                           |
| Anm.: Ny tätort 2010. sammanvuxen med Furåsen 2015 # Som småort. |                                              |                                              |                                              |                                              |